# Brucellózis

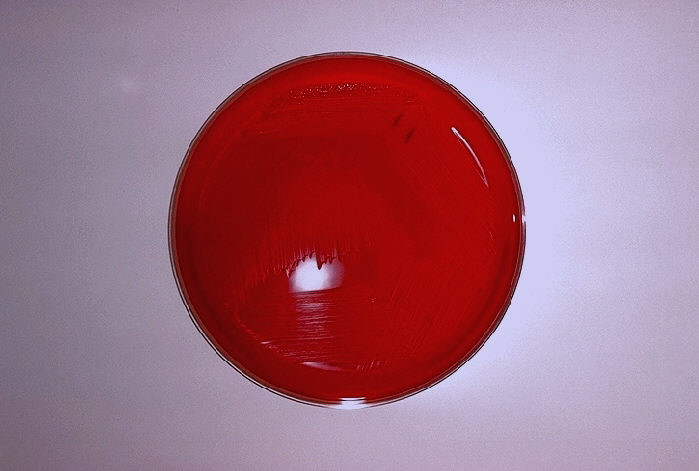
Brucella suis-kultúra

A brucellózis (más néven Bang-kór, Bernhard Bang dán állatorvos után) a klasszikus Brucella nemzetségbe tartozó fajok (Brucella melitensis, Brucella abortus, Brucella suis) által okozott megbetegedés. Eredetileg állatokat érintett, de hét típusa közül négy emberekre is átterjedhet.
Emberrről emberre azonban a fertőzés nem terjed át. Kezelésére antibiotikumokat alkalmaznak.

## Tünetei
Legsúlyosabb esetben vérmérgezésszerű állapotot okoz, de előfordulhat miatta vetélés is. Enyhe esetben lehet tünetmentes, de okozhat influenzára és reumás betegségre emlékeztető panaszokat is. A megbetegedés felismerése nem egyszerű.

## Nevének eredete
Nevét David Bruce ausztráliai származású brit bakteriológusról kapta, aki korának az egyik leghíresebb trópusi orvosa volt. Róla nevezték el a Brucella baktériumokat és a brucellózist is.